# Michalina Growiec
Michalina Growiec (ur. 19 kwietnia 1933 w Męcince koło Jedlicza, zm. 18 grudnia 2023) – polska śpiewaczka i pedagog.
Absolwentka Wydziału Ceramicznego Akademii Górniczo-Hutniczej w Krakowie (1956) oraz Wydziału Wokalnego Państwowej Wyższej Szkoły Muzycznej w Katowicach (1962). Od 1968 pracuje na Akademii Muzycznej w Katowicach. Dziekan Wydziału Wokalno-Aktorskiego tej uczelni w latach 1975–1989 i 1997-2002. Tytuł profesora otrzymała w 1991 r. Wśród studentów w jej klasie śpiewu byli. m.in. Małgorzata Olejniczak i Adam Szerszeń.
Śpiewała m.in. w Operetce Gliwickiej i Operze Śląskiej. W jej karierze artystycznej ważną rolę odgrywa muzyka kameralna – w swoim repertuarze ma kilkaset pieśni, w tym cykle Dvořáka, Paderewskiego, Ravela, Schumanna, Szostakowicza i Szymanowskiego. W 2005 została odznaczona Krzyżem Kawalerskim Orderu Odrodzenia Polski.
Zmarła 18 grudnia 2023 i została pochowana w Katowicach.